# Sergio Araujo
Sergio Ezequiel Araujo, född 28 januari 1992, är en argentinsk fotbollsspelare som spelar för AEK Aten, på lån från Las Palmas.

## Klubbkarriär
Araujo är en produkt av Boca Juniors ungdomsakademi. Han gjorde sin debut mot Banfield den 14 december 2009.
Araujo gjorde sitt första mål för Boca Juniors i 2–1-vinsten över Arsenal de Sarandí den 21 november 2010.
Blev den 25 juli 2012 klar för FC Barcelona B på lån de kommande två säsongerna. Den katalanska klubben har sedan möjlighet att köpa loss argentinaren tack vare en köpoption. 

## Landslagskarriär
Araujo representerade Argentina under april och maj 2009 vid Sydamerikanska U17-VM, där han gjorde tre mål på fem matcher. Argentina kom på andra plats och kvalificerade sig för U17-VM.
Därefter representerade anfallaren Argentina vid U17-världsmästerskapet i fotboll 2009 som hölls i Nigeria. Han gjorde mål i den 59:e matchminuten i öppningsmatchen mot Honduras som Argentina vann och även i den 58:e matchminuten i 2–1-vinsten över Tyskland, vilket var Argentinas andra match i turneringen. Argentina gick vidare till åttondelsfinalen där Araujo gjorde 2–0-målet mot Colombia. Dock så lyckades Colombia vända matchen till 3–2.